# ماكسيم مارين
ماكسيم مارين (بالإنجليزية: Maxime Marin)‏ هو لاعب كرة الريشة كندي، ولد في 16 يوليو 1992.

## وصلات خارجية
- ماكسيم مارين على موقع BWF.tournamentsoftware.com (الإنجليزية)
- ماكسيم مارين على موقع BWFbadminton.com (الإنجليزية)